# Sorgowce
Sorgowce (biał. Соргаўцы, Sorhaucy; ros. Сорговцы, Sorgowcy) – wieś na Białorusi, w obwodzie grodzieńskim, w rejonie ostrowieckim, w sielsowiecie Gierwiaty, nad Wilią.

## Historia
W XIX i w początkach XX w. położone były w Rosji, w guberni wileńskiej, w powiecie święciańskim, w gminie Niestaniszki. Po I wojnie światowej pod administracją polską, w Zarządzie Cywilnym Ziem Wschodnich. W latach 1920–1922 w składzie Litwy Środkowej.
Od 11 kwietnia 1922 leżały w Polsce, w województwie wileńskim, do 1 stycznia 1926 w powiecie święciańskim, następnie w powiecie wilejskim; przez cały ten okres w gminie Wiszniew.
Po II wojnie światowej w granicach Związku Sowieckiego. Od 1991 w niepodległej Białorusi.

## Urodzeni w Sorgowcach
- Antoni Mickiewicz –  polski rolnik, działacz polityczny i społeczny, poseł na Sejm Litwy Środkowej i na Sejm Ustawodawczy w II RP[5].